# Berlinisches Journal für Aufklärung
Berlinisches Journal für Aufklärung – naukowe pismo powstałe w Berlinie w roku 1788. Wychodziła do 1790 roku. Można było później w księgarniach nabyć całą serię w 8 tomach. Jego nazwa nawiązywała do broszury Kanta z roku 1784 pod tytułem:
Wydawcami Berlinisches Journal für Aufklärung byli: Gottlob Nathanael Fischer i Johann Andreas Riem (ten ostatni pod pseudonimem: C.A.E. Schmidt).